# Dhoopadahalli, Kudligi
Dhoopadahalli là một làng thuộc tehsil Kudligi, huyện Bellary, bang Karnataka, Ấn Độ.